# Janowice (Nowa Wieś Lęborska)
Janowice (deutsch Groß Jannewitz) ist ein Dorf im Powiat Lęborski (Lauenburger Kreis) der polnischen Woiwodschaft Pommern.

## Geographische Lage
Das Dorf liegt in Hinterpommern, etwa elf Kilometer nordwestlich der Stadt Lębork (Lauenburg in Pommern) auf der Ostseite des Urstromtals der Leba und gegenüber dem Dorf Wolinia (Wollin), das auf der anderen Seite des Flusses liegt. Die Entfernung zum Kirchdorf Białogarda (Belgard an der Leba) im Norden beträgt etwa fünf Kilometer. 

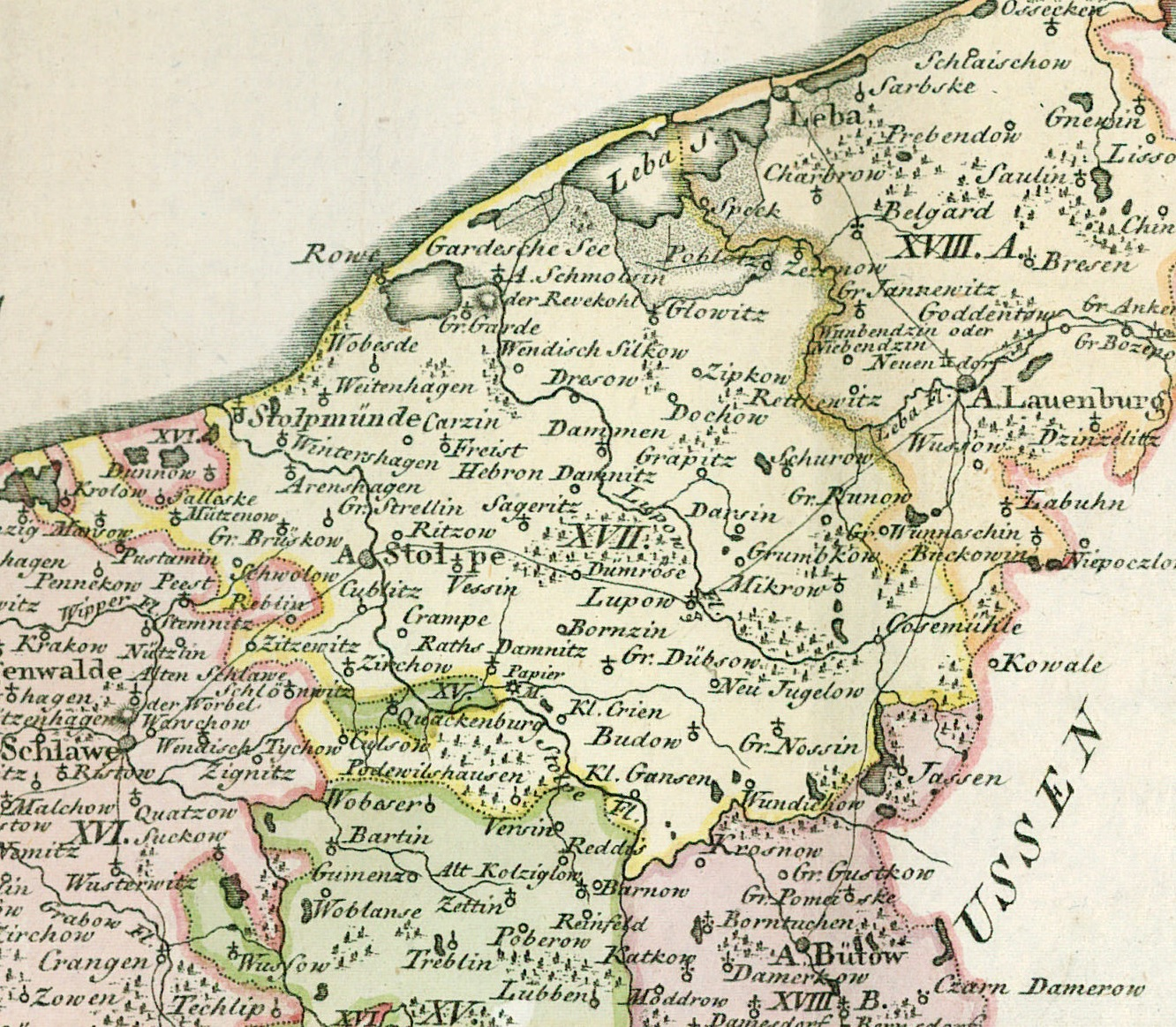
Groß Jannewitz (Gr. Jannewitz), nordöstlich der Stadt Stolp (früher Stolpe geschrieben) und nordwestlich der Stadt Lauenburg i. Pom., auf einer Landkarte von 1794

Groß Jannewitz (Gr. Jannewitz), Kirchdorf, nordwestlich von Lauenburg in Pommern, auf einer Landkarte von 1910.

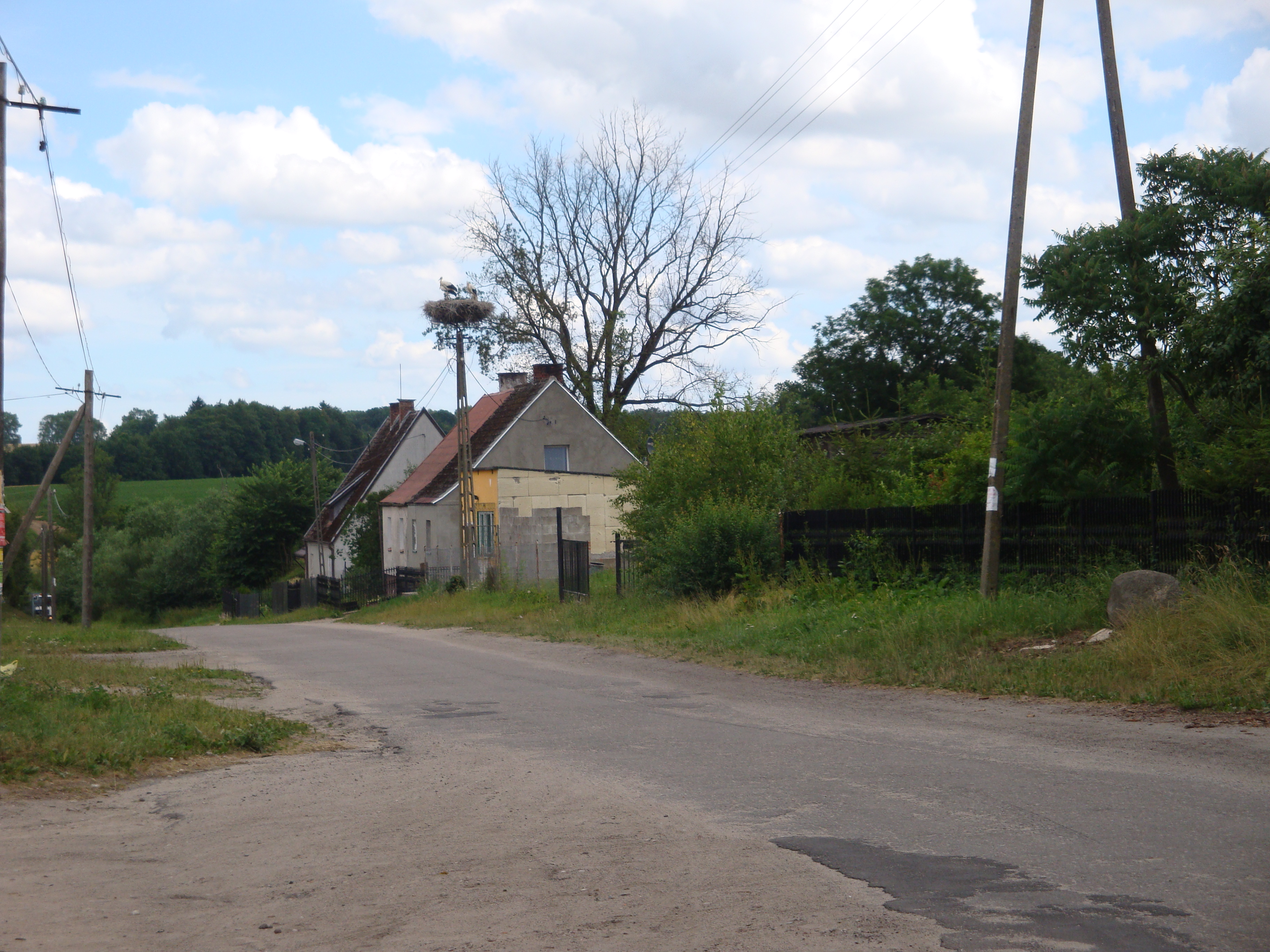
Dorfstraße mit Mast mit Storchennest vor einem Haus (2010)

## Geschichte
Unter seinem ehemaligen Namen Groß Jannewitz war das Dorf früher ein altes Lehen der Familie Jannewitz, die bis um die Mitte des 18. Jahrhunderts hier ansässig war. Im Jahr 1516 wird Claus Jannewitz vom pommerschen Herzog Bogislaw X. mit seinen väterlicherseits ererbten Dörfern Groß und Klein Jannewitz belehnt. 1528 bestätigen die Herzöge Georg und Barnim diese Belehnung für die Vettern Paul und Claus Jannewitz. 1544 erteilt Herzog Barnim für Marcus Jannewitz einen Lehensbrief über die Dörfer Groß und Klein Jannewitz. Seit der zweiten Hälfte des 18. Jahrhunderts wird die Familie Jannewitz nicht mehr unter den in Pommern ansässigen adligen Familien genannt, wohl aber in Ostpreußen. Um das Jahr 1784 gab es in dem Kirchdorf Groß Jannewitz ein aus Stein gebautes massives Herrenhaus, ein Vorwerk, eine Wassermühle, eine Ziegelei, einen Prediger, einen Küster, zehn Kossäten, einen Gasthof, eine Schmiede, auf der Feldmark des Dorfs einen Ackerhof mit einer ansehnlichen Schäferei und insgesamt 33 Haushaltungen.
Besitzer des Dorfs waren um diese Zeit die Gebrüder Martin August und Heinrich Alexander von Czapski, die es von ihrem Vater, Theodor Heinrich George von Czapski, geerbt hatte. Im Jahr 1782 ging das Dorf an einen Zweig der Familie von der Osten über. Unter dieser Familie wurde das Gut in ein Fideikommiss umgewandelt.
Im Besitz der Familie von der Osten blieb das Gut Groß Jannewitz bis 1945. Letzter Fideikommiss-Besitzer war Rüdiger Graf von der Osten. Dessen 1841 geborener Vater hatte das baufällig gewordene Herrenhaus des Ritterguts durch einen Neubau ersetzt. In Groß Jannewitz befand sich bis ins 19. Jahrhundert eines der 109 Patrimonialgerichte des Kreises Lauenburg-Bütow.

Ehemaliges Gutshaus Groß Jannewitz
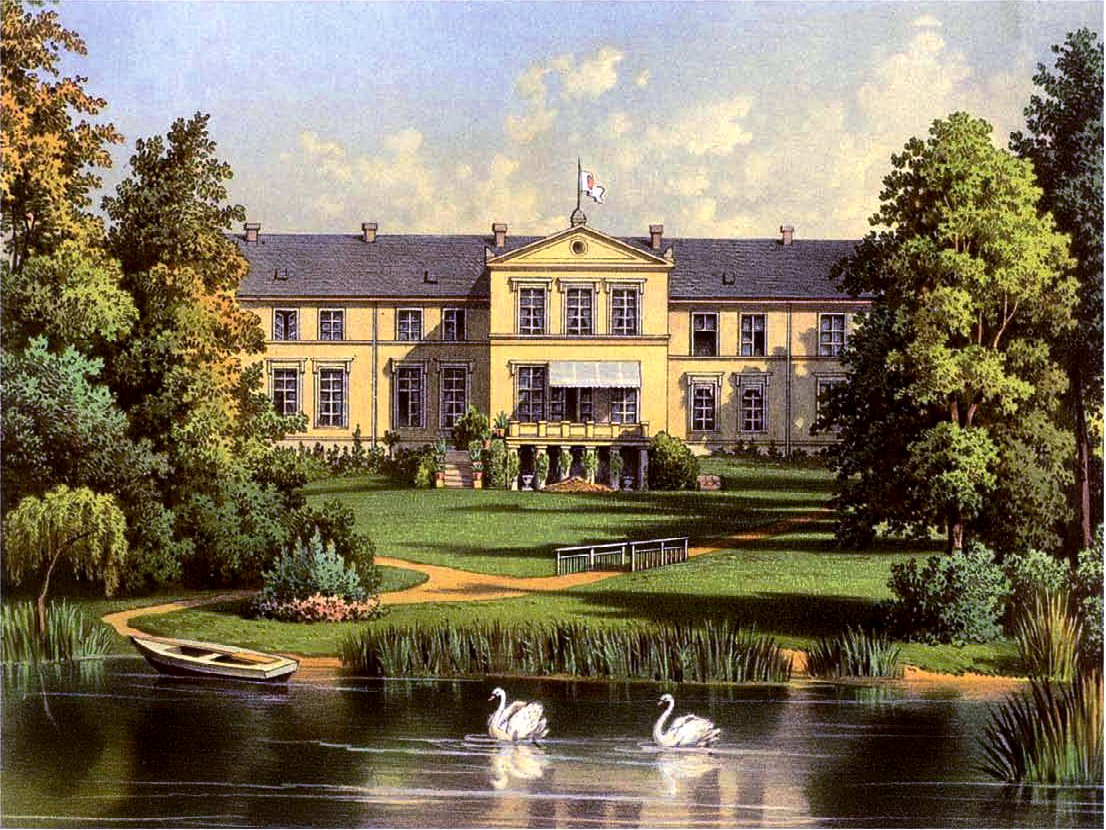
Gutshaus Groß Jannewitz um 1860 (Sammlung Alexander Duncker), wurde  von Leopold von der Osten (1841–1916)[7] durch einen Neubau ersetzt
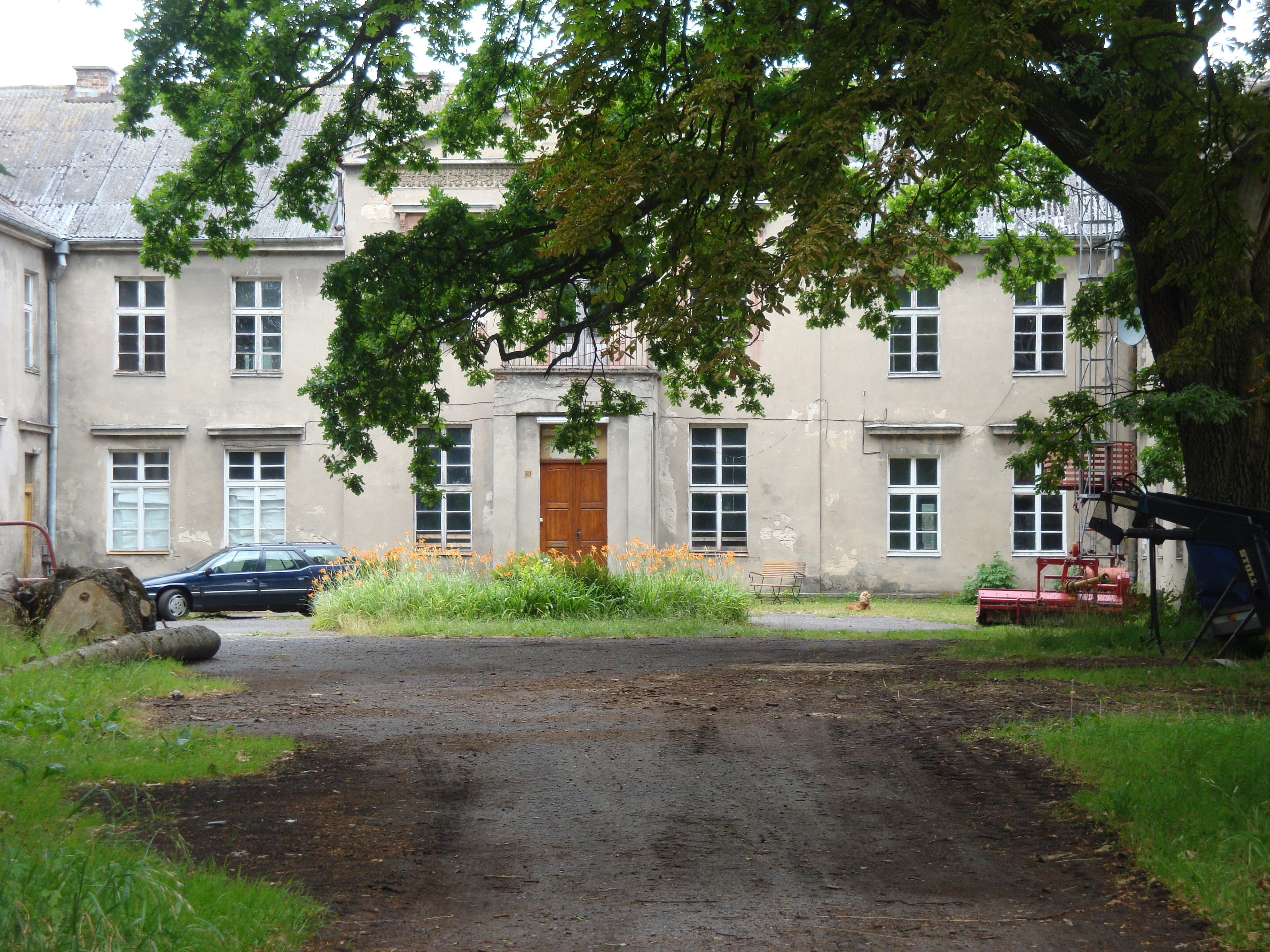
Juli 2010
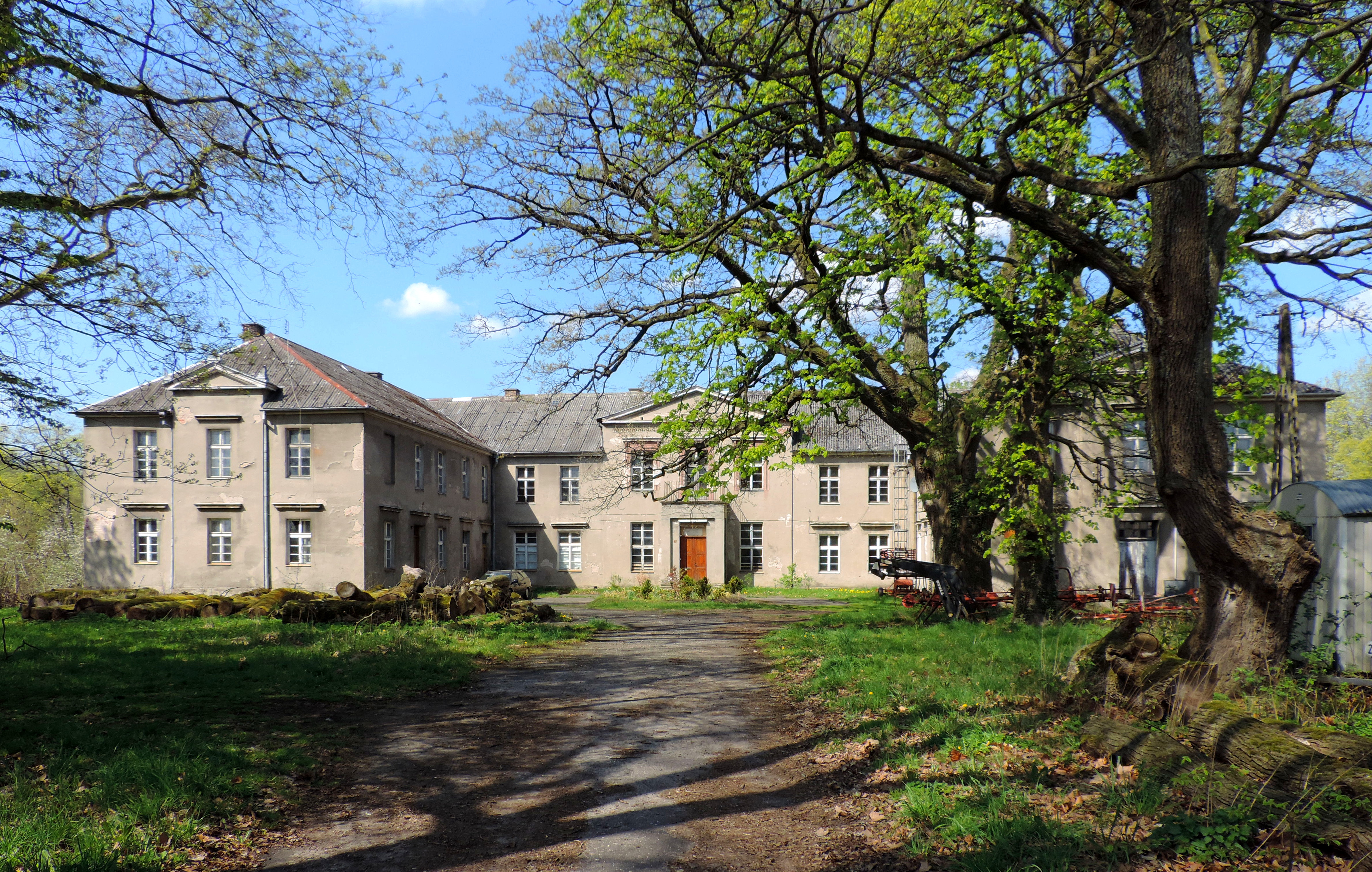
April 2014

Im Jahr 1925 standen in der Gemeinde Groß Jannewitz 74 Wohngebäude, und es wurden 1017 Einwohner gezählt, die auf 173 Haushaltungen verteilt waren. Das Rittergut Groß Jannewitz umfasste mit seinen großen Wäldern, ausgedehnten Moorgebieten Im Lebatal und rund 8000 Morgen  Ackerland insgesamt über 20.000 Morgen.
Am 1. April 1927 hatte das Gut Groß Jannewitz eine Flächengröße von 1032 Hektar, und am 16. Juni 1925 hatte der Gutsbezirk 437 Einwohner. Am 30. September 1928 wurden die Landgemeinde Rosgars und die Gutsbezirke Groß Jannewitz, Puggerschow und Rosgars zur Landgemeinde Groß Jannewitz zusammengeschlossen.
Die Gemeindefläche betrug 24,1 km² und beherbergte insgesamt acht Wohnplätze:
1. Darschkow
2. Gillmannshof
3. Groß Jannewitz
4. Kasernen
5. Puggerschow
6. Rosgars
7. Schäferei
8. Ziegelei

Hauptwohnort war Groß Jannewitz. 1933 wurden 897 und 1939 937 Einwohner gezählt.
Bis 1945 gehörte die Gemeinde Groß Jannewitz zum Landkreis Lauenburg im Regierungsbezirk Köslin der preußischen Provinz Pommern des Deutschen Reichs. Groß Jannewitz war Amtssitz des gleichnamigen Amtsbezirks.
Als gegen Ende des Zweiten Weltkriegs die Rote Armee am 1. März 1945 die Ostsee bei Köslin erreicht hatte, bestand für die Bevölkerung der Kreise Rummelsburg, Bütow, Schlawe, Stolp und Lauenburg keine Möglichkeit mehr, auf dem Landweg in den Westen zu gelangen. Nach Kriegsende wurde Groß Jannewitz zusammen mit ganz Hinterpommern von der Sowjetunion der Volksrepublik Polen zur Verwaltung überlassen. Danach trafen polnische Zivilisten ein, von denen die einheimischen Dorfbewohner aus ihren Häusern und Wohnungen gedrängt wurden. Das Dorf wurde unter der polonisierten Ortsbezeichnung ‚Janowice‘ verwaltet. Die einheimischen Dorfbewohner wurden in der Folgezeit von der polnischen Administration aus Groß Jannewitz vertrieben.
Der Ort hat heute etwa 400 Einwohner.

## Kirche

### Dorfkirche

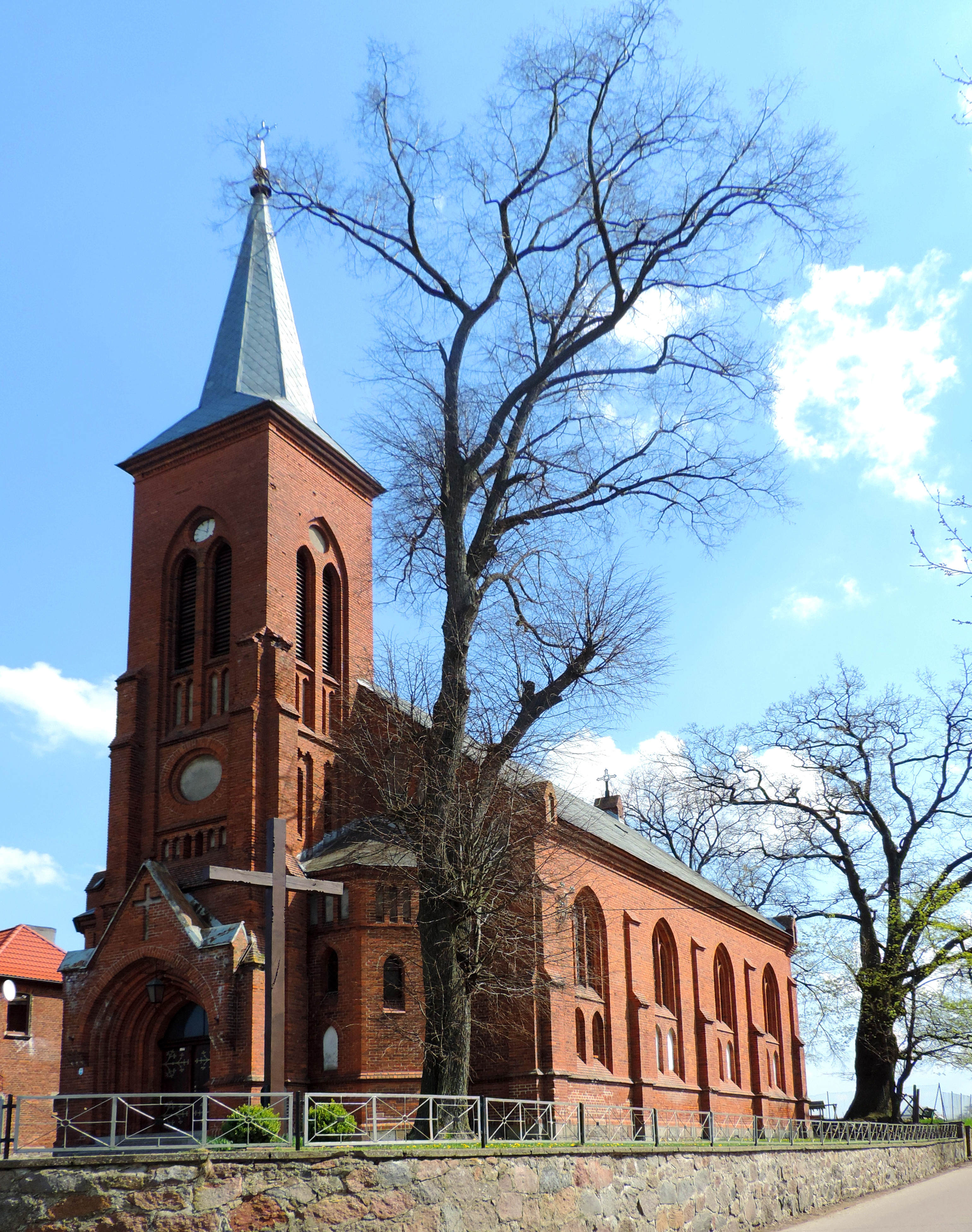
Dorfkirche (2014), bis 1945 Gotteshaus der evangelischen Pfarrgemeinde Groß Jannewitz

Die Kirche von Groß Jannewitz war seit der Reformation evangelisch. Der Vater des letzten Gutsbesitzers ließ 1906 auf dem Forstbetrieb der Familie eine weitere Kirche erbauen. Während der ersten Zeiten der Reformation bis mindestens 1637 übte die Familie Jannewitz das Patronat über die Kirche von Groß Jannewitz aus. Der Bestand an Kirchenbüchern reichte bis 1657 zurück.
Nach dem Zweiten Weltkrieg wurde das evangelische Gotteshaus von der polnischen Administration zugunsten der Römisch-katholischen Kirche in Polen zwangsenteignet und vom polnischen katholischen Klerus ‚neu geweiht‘.

### Kirchspiel bis 1945
Die vor 1945 in Groß Jannewitz anwesende Bevölkerung gehörte mit großer Mehrheit der evangelischen Konfession an. Im Jahr 1925 waren unter den 1017 Einwohnern 986 Protestanten (97 %) und 31 Katholiken (3 %). Das evangelische Kirchspiel war in Groß Jannewitz.
Das katholische Kirchspiel war in Lauenburg i. Pom.

### Polnisches Kirchspiel seit 1945
Die seit 1945 und Vertreibung der einheimischen Dorfbewohner anwesende polnische Einwohnerschaft ist größtenteils katholisch.

## Verkehr
Östlich des Dorfs verläuft die Wojewodschaftsstraße 214, die Lauenburg in Pommern mit der Stadt Leba an der Ostsee verbindet.

## Persönlichkeiten: Söhne und Töchter des Orts
- Julius von der Osten (1808–1878), preußischer Politiker, Rittergutsbesitzer auf Groß Jannewitz
- Leopold von der Osten (1841–1916), preußischer Politiker, Fideikomissbesitzer auf Groß Jannewitz